# Joeri Gazinski
Joeri Aleksandrovitsj Gazinski (Russisch: Юрий Александрович Газинский) (Komsomolsk aan de Amoer, 20 juli 1989) is een Russisch voetballer die doorgaans als middenvelder speelt. Hij verruilde Torpedo Moskou in juli 2013 voor FK Krasnodar. Gazinski debuteerde in 2016 in het Russisch voetbalelftal.

## Clubcarrière
Na 3 seizoenen bij de club uit zijn geboorteplaats verhuisde hij naar FK Loetsj-Energia om te gaan spelen in de Russische eerste divisie. Na twee seizoenen maakte hij de overstap naar Torpedo Moskou. Na één seizoen werd hij naar FK Krasnodar gehaald om te spelen in de Premjer-Liga. Hier maakte hij zijn debuut op 17 juli 2013 tegen FK Zenit Sint-Petersburg.
Op 12 mei 2014 werd hij door bondscoach Fabio Capello opgenomen in de voorselectie van het Russisch voetbalelftal voor het Wk 2014, maar bereikte de eindselectie niet. Gazinski nam in juni 2017 met gastland Rusland deel aan de FIFA Confederations Cup 2017, waar het in de groepsfase werd uitgeschakeld.

## Trivia
• Gazinski maakte het eerste doelpunt van het toernooi op het WK 2018.